# Wielka Krawędź
Wielka Krawędź (także: Wielkie Urwisko; ang. Great Escarpment, port. Grande Escarpa, afr. Groot Eskarp) – jedna z głównych formacji geologicznych w Afryce Południowej, strome zbocza centralnego płaskowyżu południa Afryki.
Wielka Krawędź oddziela centralny płaskowyż na południu kontynentu afrykańskiego od wąskiego pasa przybrzeżnego. Obejmuje obszary przede wszystkim w Republice Południowej Afryki i Lesotho, ale ciągnie się na północny wschód w Zimbabwe (oddzielając ten kraj od Mozambiku) i na północny zachód do Namibii i Angoli. Formacja powstała w wyniku erozji górnego biegu rzek równiny przybrzeżnej. Najwyraźniej Wielka Krawędź odznacza się w Górach Smoczych, na granicy RPA i Lesotho, gdzie lawa bazaltowa naszła na miększe piaskowce.
System progów tektonicznych obejmuje: Inyangani (wysokość do 3583 m), Góry Smocze (do 3482 m), Góry Śnieżne, Nuweveldberge i Roggeveldberge. Stoki silnie rozcięte dolinami rzecznymi od strony nizin nadmorskich przypominają góry. Niekiedy poszczególne odcinki Wielkiej Krawędzi noszą miano gór.

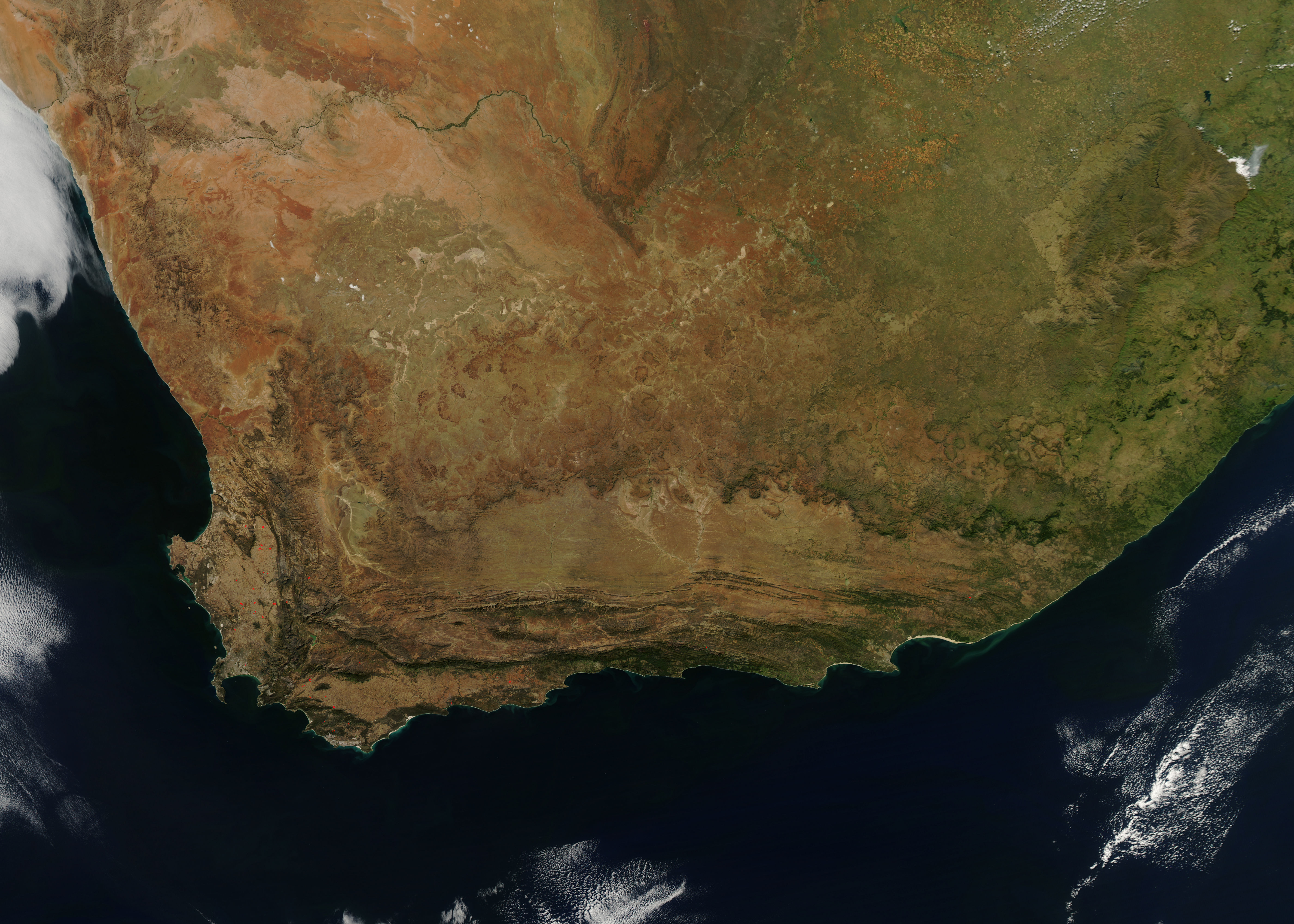
zdjęcie satelitarne
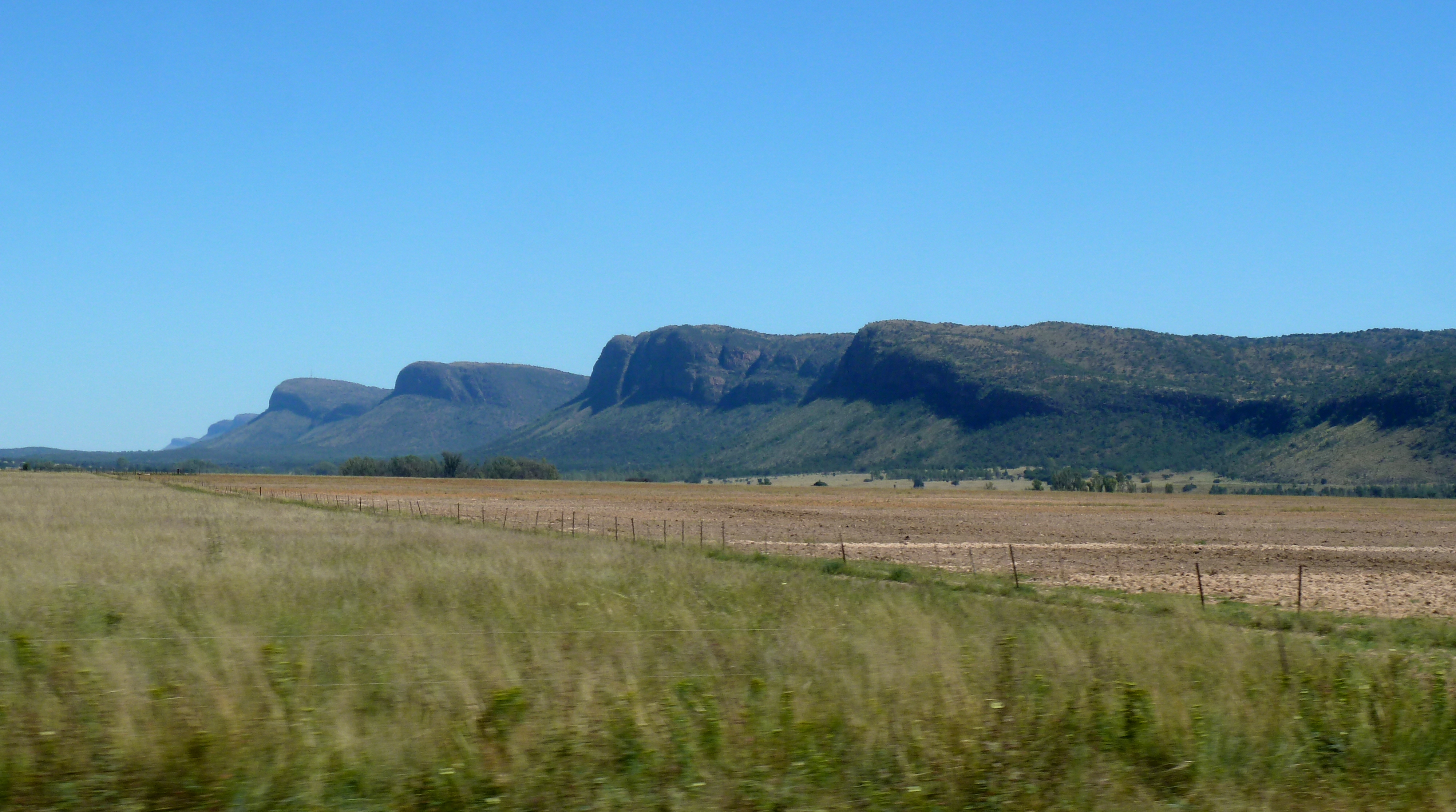
Sandrivierberge
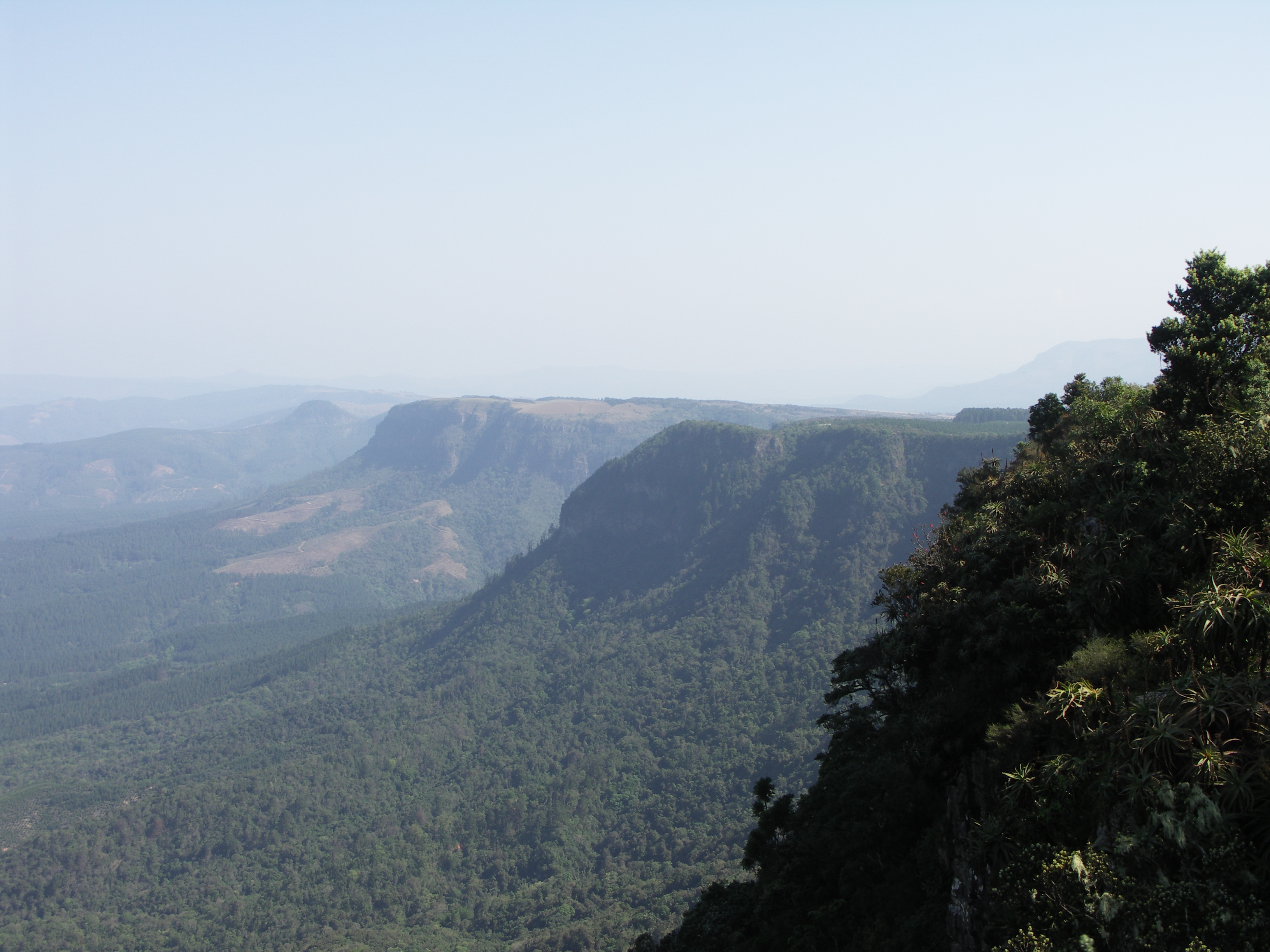
Mpumalanga